# Apostasie im Islam

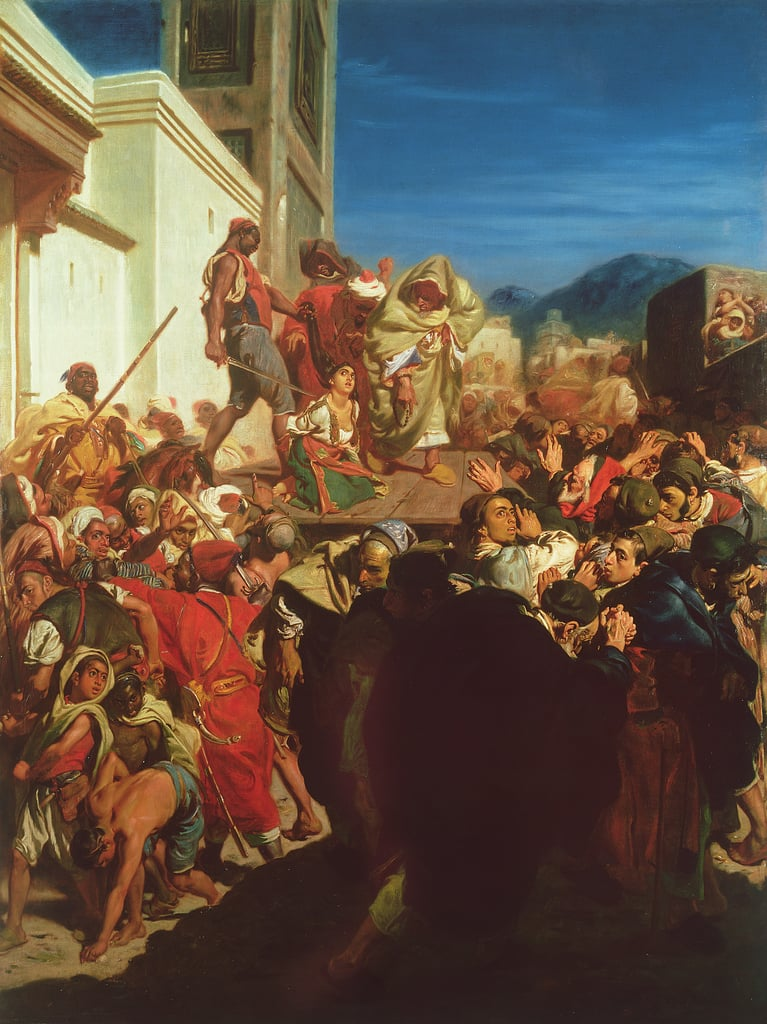
Hinrichtung der marokkanischen Jüdin und angeblichen Apostatin Sol Hatschuel, Gemälde von Alfred Dehodencq (c1861)

Apostasie im Islam, im Arabischen Ridda (arabisch ردة) oder Irtidād (ارتداد) genannt, bezeichnet den „Abfall vom Islam“. Der Abtrünnige selbst wird Murtadd (مرتد) genannt. Auf Grundlage von Hadithen und Idschmāʿ ist die Apostasie islamrechtlich mit der Todesstrafe zu ahnden, obwohl der Koran selbst keine Strafe im Diesseits vorsieht.
In Ländern, deren staatliche Rechtsordnung sich an der Scharia orientiert, die aber keine islamischen Gerichtshöfe mehr haben, kann der bekundete „Abfall vom islamischen Glauben“ zivilrechtliche (Erbrecht, Eherecht) und strafrechtliche Konsequenzen haben.

## Ridda als historisches Phänomen

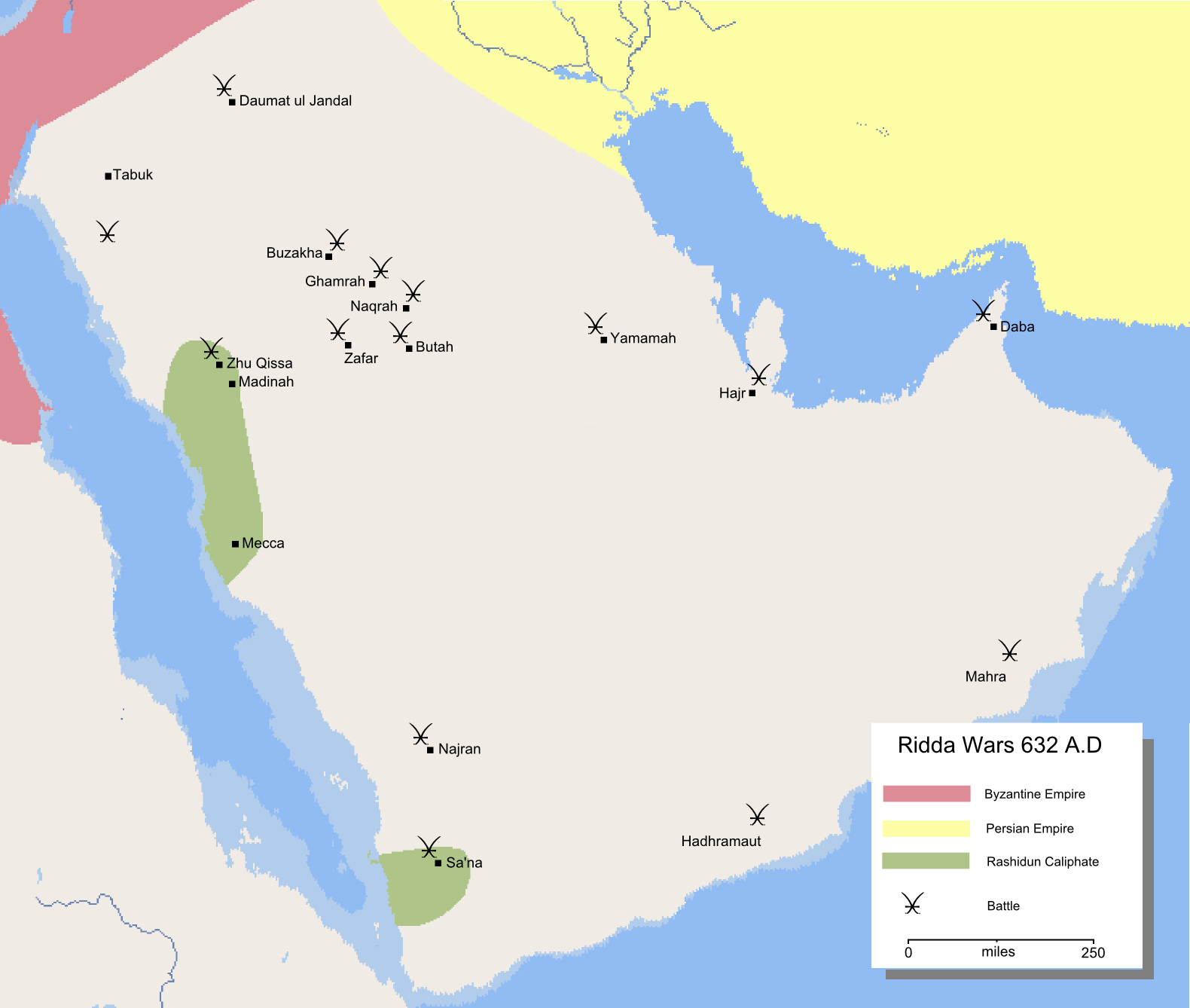
Schauplatz der Ridda-Kriege

In den arabischen Werken, die sich mit der frühislamischen Geschichte befassen, bezeichnet Ridda die Aufstandsbewegung der arabischen Stämme nach dem Tod des Propheten Mohammed, die mit der Verweigerung der Zakat-Zahlungen an den ersten Kalifen Abū Bakr und dem Auftreten „falscher Propheten“ (z. B. Musailima) verbunden war. Die abgefallenen Stämme wurden daraufhin in den sogenannten Ridda-Kriegen gezwungen, den Islam anzunehmen. Für die große Bedeutung der Ridda spricht die Tatsache, dass muslimische Historiographen des 8. Jahrhunderts die mündlichen Überlieferungen über diese Ereignisse in eigenständigen Ridda-Büchern (kutub al-ridda) zusammenstellten.
Wie der britische Orientalist Bernard Lewis vermerkt, orientierten sich die meisten späteren Abhandlungen zum rechtlichen Umgang mit Apostaten an diesen Kriegen und „an den Maßnahmen und Entscheidungen, die in diesem Zusammenhang von seiten der muslimischen Autoritäten getroffen wurden (...) Darüber hinaus dienten sie als Modell oder Paradigma für den Umgang mit Herrschern oder Gruppen, die man als Abtrünnige betrachtete.“

## Apostasie im Koran und in der Koranexegese
Die Apostasie findet im Koran mehrfach Erwähnung. Gemäß Überlieferungen der Koranexegese über die Gründe der Offenbarung (asbāb an-nuzūl) betreffen diese Verse sowohl Einzelpersonen als auch Gruppen, die zur Zeit Mohammeds vom Islam abgefallen sind. Die entsprechenden Verse heben dabei stets die göttliche Strafe für den Glaubensabfall, die der Apostat im Jenseits zu erwarten hat, hervor. Wahrscheinlich schon in der spät-mekkanischen Periode der Prophetie, oder erst in Medina ist folgender Vers entstanden:

„Diejenigen, die an Gott nicht glauben, nachdem sie gläubig waren…nein, diejenigen, die (frei und ungezwungen) dem Unglauben in sich Raum geben, über die kommt Gottes Zorn (w. Zorn von Gott) und sie haben (dereinst) eine gewaltige Strafe zu erwarten.“

Gegen Abtrünnige, die sowohl den wahren Glauben als auch Mohammeds Prophetie infrage stellen, ist die folgende Koranstelle gerichtet:

„Wie sollte Gott Leute rechtleiten, die ungläubig geworden sind, nachdem sie gläubig waren, und (nachdem sie) bezeugt haben, daß der Gesandte (Gottes und seine Botschaft) wahr ist, und (nachdem sie) die klaren Beweise erhalten haben!…Ihr Lohn besteht darin, daß der Fluch Gottes und der Engel und der Menschen insgesamt auf ihnen liegt…“

Der berühmte Koranexeget at-Tabarī interpretiert die letzten Worte mit „der ewigen Dauer der Strafe im Jenseits“. Anschließend heißt es an der Koranstelle:

„(Sie werden zum Höllenfeuer verdammt) um (ewig) darin zu weilen, ohne daß ihnen Straferleichterung oder Aufschub gewährt wird – ausgenommen diejenigen, die danach umkehren und sich bessern. Gott ist barmherzig und bereit zu vergeben. Diejenigen (aber), die ungläubig geworden sind, nachdem sie gläubig waren, und hierauf dem Unglauben immer mehr verfallen, deren (verspätete) Buße wird nicht angenommen werden. Das sind die, die (endgültig) irregehen.“

Die Koranexegese interpretiert die obigen Verse einerseits dahingehend, dass sie ursprünglich gegen die Juden, von denen bereits in den Versen davor die Rede ist oder, wie al-Hasan al-Basrī, gegen die Schriftbesitzer schlechthin – wie darauf der ibaditische Exeget Hūd ibn Muhakkam hinweist – gerichtet sind. Andererseits deutet man die Stelle auch als Beschreibung derjenigen, die in der medinensischen Zeit der Prophetie vom Islam abgefallen sind. Die in diesem Vers und auch an anderen Stellen des Korans (z. B. Sure 9, Vers 74) ausgesprochene Mahnung zur reuigen Umkehr – wörtlich: „diejenigen, die Reue zeigen“ bzw. „wenn sie sich nun bekehren“ – erhält in der islamischen Jurisprudenz ihre rechtsrelevante Bedeutung (siehe unten). Diese Auslegung des Versteiles: „Wie sollte Gott Leute rechtleiten, die ungläubig geworden sind, nachdem sie gläubig waren“ verbindet die Traditionsliteratur auch mit einem näher nicht benannten Mitglied der Al-Ansar, der nach seinem Abfallen vom Islam reumütig zu Mohammed zurückkehren wollte. Die Frage, ob seine Reue akzeptiert werde, soll der Prophet mit der Offenbarung des Verses mit dem Schluss Gott ist barmherzig und bereit zu vergeben beantwortet haben. Die Episode wird von den Traditionariern in den Hadith-Kapiteln über „Reue des Apostaten“ mit Hinweis auf den obigen Koranvers mehrfach aktualisiert.
Ein auf Mohammed zurückgeführter Spruch lässt allerdings darauf schließen, dass die im Koran empfohlene Reue und Umkehr die Bestrafung im Jenseits nicht abwenden könne: „Gott nimmt keine Tat von einem Polytheisten an, der ihm nach seiner Annahme des Islam (einen anderen Gott) beistellt, solange er sich von den Polytheisten nicht trennt und sich den Muslimen anschließt.“
Die Androhung der ewigen Höllenstrafe mit der Möglichkeit zur Umkehr zum Islam vor dem Tod ist das Grundmotiv bei der mehrfachen Erwähnung der Apostaten im Koran; sie wird aber mit einer Bestrafung im Diesseits nicht verbunden. Diejenigen, die sich vom Islam abbringen lassen, sterben vielmehr als Ungläubige:

„…deren Werke sind im Diesseits und im Jenseits hinfällig. Sie werden Insassen des Höllenfeuers sein und (ewig) darin weilen“

Taten und Werke von Ungläubigen sind bereits im Diesseits gehaltlos und nichtig. Die Insassen des Höllenfeuers beschreibt at-Tabari als „diejenigen, die vom Islam abgefallen sind und im Zustand ihres Unglaubens (sprich: als Ungläubige) gestorben sind.“ Eine diesseitige Strafe wird in der Exegese weder aus diesem noch aus anderen Koranversen abgeleitet.
Diese Auslegung der Koranstelle ist auch bei az-Zamachschari († 1144), in seinem von der islamischen Orthodoxie geschätzten Kommentar dokumentiert: Durch den Religionsabfall werden die Werke im Diesseits erst dann nichtig, wenn der Tod im Zustand der Apostasie erfolgt. Fachr ad-Dīn ar-Rāzī († 1209) vertritt dieselbe Ansicht und zitiert in seiner Exegese von Sure 2, 217 noch Sure 5, 5 als inhaltliche Parallele: „Und wer den (rechten) Glauben leugnet (w. wer an den Glauben nicht glaubt), dessen Werk ist hinfällig. Und im Jenseits gehört er zu denen, die (letzten Endes) den Schaden haben.“ Der fragliche Vers, so der andalusische Koranexeget al-Qurtubi, wird sogar als Warnung an die Muslime verstanden, damit sie am Islam festhalten. Frühere Taten des Apostaten sind folglich erst dann nicht hinfällig, wenn er vor seinem Tod seinen Weg in den Islam wiederfindet: seine vor der Apostasie vollbrachte Pilgerfahrt ist dann, so asch-Schafii, ritualrechtlich weiterhin gültig und anerkannt. Nach der Lehre von Mālik ibn Anas hat der frühere Apostat die Pilgerfahrt dagegen zu wiederholen, da seine früheren Taten durch seinen Abfall – gemäß Koranvers – nichtig, ungültig geworden sind.
Der hanafitische Jurist as-Sarachsi († 1090) ist in seinem Rechtskompendium bestrebt, Sure 48, Vers 16, offenbart im Zusammenhang mit den Ereignissen von al-Hudaiybiyya, als koranischen Beleg für die Todesstrafe von Apostaten juristisch zu begründen. Allerdings ist im fraglichen Versteil „Ihr werdet gegen sie zu kämpfen haben, es sei denn, sie ergeben sich (ohne es erst zum Kampf kommen zu lassen) (oder: es sei denn, sie nehmen den Islam an)“ in den Interpretationen der Koranexegeten von Apostasie keine Rede. Vielmehr ist dies als Versuch zu werten, für die Todesstrafe bei Apostasie in der Rechtsprechung eine bereits im Koran verankerte Begründung zu schaffen.
Der bekannteste Vertreter der islamischen Reformbewegung des 20. Jahrhunderts, Raschīd Ridā († 1935), Schüler von Muhammad Abduh († 1905), verweist in seiner Fatwa in der Zeitschrift al-Manār, dem Sprachrohr der Reformbewegung in Ägypten, auf Sure 4, Vers 90, um dadurch zu begründen, dass der Koran keine Todesstrafe für Apostasie vorsieht:

„Wenn sie sich (nun) von euch fernhalten und nicht gegen euch kämpfen und euch ihre Bereitschaft erklären, sich (künftig) friedlich zu verhalten (und keinen Widerstand mehr zu leisten), gibt euch Gott keine Möglichkeit, gegen sie vorzugehen.“

Er fährt fort:

„Als Antwort auf diejenigen, die der Ansicht sind, daß sie (die im Koran genannten) entweder Muslime waren, oder (nur) vorgaben, dem Islam anzugehören und dann von der Religion abfielen, besagt der Vers als Rechtsvorschrift, daß die Apostaten nicht getötet werden, wenn sie friedfertig sind und nicht kämpfen. Es gibt im Koran keinen Beleg für die Tötung des Apostaten, der das Gotteswort ‚Wenn sie sich (nun) von euch fernhalten und nicht gegen euch kämpfen...‘ usw. abrogiert.“

In der Islamwissenschaft herrscht die Auffassung vor, dass keine Textstelle im Koran eine Aufforderung zur Bestrafung von Apostaten mit dem Tode im Diesseits beinhaltet. „Der Koran fordert für Apostaten, d. h. ‚jene, die ungläubig sind, nachdem sie gläubig waren‘, keine Todesstrafe. Wenn einige Verse in einem gegenteiligen Sinn interpretiert werden, so sind dies apologetische Bemühungen der Vereinheitlichung zwischen Koran und späteren Entwicklungen in der Traditionsliteratur über den Propheten und in der Rechtswissenschaft (…).“

## Beurteilung im klassisch-islamischen Recht

### Hadith und Jurisprudenz
In der Hadithliteratur ist der Befehl zur Tötung desjenigen, der seine Religion wechselt, in mehreren Überlieferungen verzeichnet. Nach der allgemein gültigen islamischen Rechtsauffassung wird der Abfall vom Islam mit dem Tode bestraft. Die älteste Rechtsquelle, die die Todesstrafe bei Apostasie legitimiert, ist, wie oben dargestellt, nicht im Koran, sondern – wie eingangs erwähnt – in der zweitwichtigsten Quelle der Jurisprudenz, im Hadith und in dem damit verbundenen Konsens (Idschmāʿ) der Rechtsgelehrten nachweisbar.
Der Prophetenspruch: „wer seine Religion wechselt, den müsst ihr töten“ (arabisch man baddala dīnahū fa-qtulūhu) erscheint in der kodifizierten Rechtsliteratur erstmals im Muwaṭṭaʾ des medinensischen Gelehrten Mālik ibn Anas mit einem zunächst unvollständigem Isnād als Rechtsdirektive Mohammeds. Zu jener Zeit herrschte noch keine Einigkeit darüber, ob man vorher Rückbekehrungsversuche (istitāba, siehe unten) vorzunehmen habe, bei deren Erfolg die Todesstrafe erlassen würde, oder ob die Todesstrafe ohne vorherigen Rückbekehrungsversuch zu verhängen sei.
Diese spätestens zu Beginn des 8. Jahrhunderts überlieferte Rechtsnorm hatte um die gleiche Zeit auch in den irakischen Rechtsschulen eine inhaltliche Parallele: tötet denjenigen, der seine Religion wechselt.
Dieser Prophetenspruch bezieht sich ausschließlich auf den Abfall vom Islam, denn die Scharia kümmert sich naturgemäß nicht um den Religionswechsel der Angehörigen der anderen monotheistischen Religionen. Dies geht nicht nur aus dem Kommentar Maliks zur obigen Tradition hervor; die Frage ist bereits in der Rechtspraxis und den juristischen Anweisungen aus der Frühzeit belegbar, die u. a. Maliks Schüler, der Ägypter ʿAbdallāh ibn Wahb in seinem Muwaṭṭaʾ referiert. Die Auffassung, dass diese Tradition sich nicht nur auf den Abfall vom Islam beziehe, sondern auch Apostaten anderer Religionsgemeinschaften schlechthin betreffe, ist in der islamischen Gelehrsamkeit nur vereinzelt anzutreffen. Denn der Religionswechsel unter Nichtmuslimen war nur dann islamrechtlichen Regelungen unterworfen, wenn wirtschaftliche oder soziale Nachteile für die islamische Gemeinschaft zum Tragen kamen.

### Aufforderung zur Reue (Istitāba)
Bei der Umsetzung der im islamischen Recht vorgeschriebenen Todesstrafe bei Religionswechsel eines Muslims hatte auch ein weiterer und in der Rechtslehre nicht unumstrittener Aspekt Bedeutung: die Frage der Reue und Umkehr des Apostaten, die schon im Koran, wie oben erwähnt, als Rettung vor Gottes Strafe im Jenseits betont wird. Beim Tatbestand der Apostasie gebietet die Rechtslehre zunächst die „Aufforderung zur Reue“ (istitāba), die in der überlieferten Rechtspraxis allerdings unterschiedlich angewandt wurde. In der Entwicklung der innermuslimischen Jurisdiktion hat sich die Aufforderung des Apostaten zur Reue in allen Rechtsschulen in den Rechtskategorien zwischen pflichtmäßig und wünschenswert etabliert. Allerdings hat man in den Anfängen der islamischen Jurisprudenz zwischen einem als Muslim geborenen Apostaten und einer zum Islam konvertierten Person unterschieden. Der erstere war – so die Lehre des Mekkaners ʿAṭāʾ ibn Abī Rabāḥ (gest. 732) – ohne Bekehrungsversuche zu töten, während der Konvertit zunächst zur Reue aufgefordert werden musste.
Durch Rechtsunsicherheit ist auch die Beurteilung der Religionszugehörigkeit des Neugeborenen gekennzeichnet, dessen Eltern vor seiner Geburt vom Islam abgefallen sind. Eine Richtung in der Rechtslehre betrachtet den Neugeborenen ebenfalls als Apostaten, der bei Volljährigkeit zur Rückkehr aufgefordert wird; anderen Ansichten zufolge wird er als geborener Ungläubiger (kāfir aṣlī) behandelt und zur Zahlung der Dschizya verpflichtet. Nach der Lehre von Malikiten wird eine solche Person bei Erreichung der Reife zum Islam gezwungen. Ausschlaggebend ist hierbei die Auffassung, dass Minderjährige keine Religion haben und deshalb zur Annahme des Islams gezwungen werden „damit sie keiner falschen Religion folgen.“
Zwar ist in der Hadith-Literatur keine direkte Anweisung Mohammeds als Prophetendictum über die Aufforderung des Apostaten, Reue zu üben und in den Islam zurückzukehren, erhalten, dennoch gilt sie in der Jurisprudenz als Sunna des Propheten. Er soll einen Apostaten, der viermal rückfällig geworden ist, viermal zur Reue aufgefordert haben. Es war erforderlich, dass die Reue durch das Aussprechen der Schahāda bestätigt wird, wobei man sich von einem auf Mohammed zurückgeführten Spruch leiten ließ: „Mir ist befohlen worden, die Menschen zu bekämpfen bis sie sagen: es gibt keinen Gott außer dem (einzigen) Gott und Mohammed ist der Gesandte Gottes. Sie verrichten das Gebet und entrichten den Zakat. Wenn sie dies tun, bleibt sowohl ihr Leben als auch ihr Vermögen verschont…“
Die Rechtspraxis der Istitāba, die Aufforderung zur Reue durch die Obrigkeit und das Aussprechen des islamischen Glaubensbekenntnisses durch den Apostaten, findet im Falle von muslimischen Häretikern (zindīq / zanādiqa) und Magiern, Beschwörern (sāḥir / suḥḥār) wegen mangelnder Glaubwürdigkeit ihrer Aussagen keine Anwendung.
In der islamischen Rechtsgeschichte ist der Prozess gegen Ibn Ḥātim aṭ-Ṭulayṭulī, den man wegen Ketzerei und verschiedener blasphemischer Äußerungen angeklagt hatte, besonders bekannt. Die überlieferte Anklageschrift hatte u. a. das Leugnen der göttlichen Attribute, die Geringschätzung und Schmähung des Propheten Mohammed sowie A'ischas und weiterer Personen zum Inhalt. Weder diese Anklagepunkte, noch die Leugnung der göttlichen Vorherbestimmung (qadar) bedurften der Istitāba. Der Verurteilte wurde am 26. März 1072 am Brückenkopf des Guadalquivir in Córdoba gekreuzigt und durch Lanzen getötet.
Für Juden und Christen, die Muslime geworden, dann aber vom Islam abgefallen sind, galten im Falle ihrer Reue nach der klassischen Rechtslehre spätestens seit asch-Schāfiʿī besondere Regelungen. Sie müssen nicht nur das islamische Glaubensbekenntnis aussprechen, sondern auch ihren früheren Glauben abschwören. Ihre Glaubenserklärung (iqrār bi-l-īmān) ist erst wirksam, wenn sie bestätigen, „daß die Religion Mohammeds den wahren Glauben darstellt, und wenn sie sich von allem lossagen, was seiner Lehre widerspricht.“
In der Entwicklung der Jurisprudenz war es zunächst umstritten, ob ein Anhänger der Qadarīya, der Lehre vom liberum arbitrium ohne Aufforderung zur Umkehr getötet werden konnte. Der bereits genannte ʿAbdallāh ibn Wahb in seinem Kitāb al-muḥāraba behandelt die Frage in einem eigens dafür gewidmeten Kapitel und verweist auf diesbezügliche Diskussionen in der Zeit des Umayyaden-Kalifen ʿUmar ibn ʿAbd al-ʿAzīz (regiert 717–720), der selbst gegen die Lehre vom freien Willen polemisierte als jene sich offen gegen die Regierungsmacht stellten. Die Aufforderung zur Reue war damals, den vorliegenden Belegen zufolge auch im Falle von Qadariten die übliche Rechtspraxis. Allerdings war die Durchführung der Istitāba von Gewaltanwendung unterschiedlicher Art begleitet, wie darüber der hanafitische Jurist Abū Yūsuf mit Hinweis auf den Kalifen Umar II. zu berichten weiß.

### Takfīr und Meidung
Folge der Apostasie eines Muslim können Takfīr und Meidung sein. Beim Takfīr erklärt ein Gericht oder ein islamischer Geistlicher einen Muslim zum Ungläubigen (Apostasieurteil). Mit dem Takfīr kann eine Strafe verhängt werden, insbesondere die Todesstrafe. Auch die Meidung kann folgen. Bei der Meidung werden Personen nach der Regel al-Walā' wa-l-barā' aus der Gemeinschaft der Umma ausgeschlossen und als Murtadd geächtet.

### Straffreiheit in bestimmten Fällen
Apostasie ist schari’arechtlich nicht strafbar im Falle von:
- Minderjährigkeit; die Apostasie wird erst bei Volljährigkeit geahndet. Aber selbst bei Volljährigkeit wird die Todesstrafe nicht verhängt, sondern der volljährig gewordene Apostat wird zum Widerruf des Glaubensabfalls gezwungen. Diese Rechtsfrage hat Asch-Schafii in seinem grundlegenden Rechtswerk seiner Schule, im Kitab al-Umm, mit Hinweis auf Präzedenzfälle abgehandelt: „Wenn jemand vor oder nach dem Erlangen der Volljährigkeit von der Religion abfällt und bei Volljährigkeit keine Reue zeigt, wird nicht getötet, denn er hatte beim Erreichen der Volljährigkeit keinen Glauben; er wird zum Glauben angehalten und gezwungen, ohne getötet zu werden.“[48]

Einschränkende Regelungen:
In der hanbalitischen Rechtsschule ist man bestrebt, das Alter des Heranwachsenden anhand entsprechender Prophetendicta zu definieren, in denen sowohl die ritualrechtlich geregelte Zugehörigkeit zum Islam – die Ausübung der religiösen Pflichtenlehre – als auch die Strafbarkeit beim Religionsabfall geregelt sind. Ibn Qudama († 1223), unterzieht in seinem Kommentar zum Rechtskompendium des Hanbaliten al-Ḫiraqī († 945), der auch außerhalb der hanbalitischen Rechtsschule Anerkennung fand, die Problematik der Apostasie von Jugendlichen (ṣabīy) einer genauen Analyse. Im Alter zwischen acht und zehn Jahren sind die islamischen Gesetze anzuwenden, denn es heißt in einem Prophetenhadith: „unterweist den Jugendlichen im Gebet im Alter von sieben und zwingt ihn zum Gebet durch Schläge mit zehn Jahren!“ Somit ist ein Jugendlicher im Alter von zehn Jahren rechtsmündig; im Falle der Apostasie wird er drei Tage lang zur Reue aufgefordert. Hält er an seinem Unglauben fest, wird er selbst dann getötet, wenn er behauptet, nicht begriffen zu haben, was er – als Apostat – gesagt hatte.
Aufgrund kontroverser Lehrmeinungen ist keine Rechtssicherheit über die Frage der Religionszugehörigkeit der Kinder von konvertierten Elternteilen erzielt worden. Als Prophetensunna wird überliefert, dass Mohammed der Tochter des zum Islam konvertierten Vaters und der nicht muslimischen Mutter die Wahl der Religionszugehörigkeit überlassen haben soll. Dennoch folgt man im Allgemeinen der Auffassung, dass die Kinder der „besseren Religion“ (d. i. dem Islam) zu folgen haben, denn, wie es in einem islamischen Grundsatz heißt, „der Islam ist überlegen.“ Die Nachkommen solcher Mischehen können nach der Rechtslehre zum Islam gezwungen werden. Die in der Sunna genannte Wahl des minderjährigen Kindes kann nur im Falle der Vormundschaft, nicht aber bei Religionswahl geltend gemacht werden. Dieser Auffassung folgt man auch im Falle der Apostasie von Elternteilen; bei Volljährigkeit werden die Kinder entweder zum Islam, in dem sie geboren wurden, gezwungen, oder zur Reue aufgefordert. In der Lehre der Hanbaliten und Schafiiten wird auch die Ansicht vertreten, dass die Kinder von Apostaten bei Volljährigkeit als ursprünglich Ungläubige (kāfir aṣlī) gelten und zur Zahlung der Dschizya verpflichtet werden.
- Geisteskrankheit; weder der Übertritt zum Islam noch die Apostasie eines Geisteskranken haben rechtserhebliche Wirkungen.

- Trunkenheit; die Hanbaliten und die Schafi’iten sind – nach der klassischen Auffassung ihrer Rechtsschulen – der Meinung, dass der Tatbestand der Apostasie auch in diesem Falle vorliegt; nach den Hanafiten liegt bei Trunkenheit keine Apostasie vor. Allerdings ist die Schuldanerkenntnis (iqrār) eines Betrunkenen genauso ungültig wie seine Reue; sie sind erst bei wieder erlangtem Bewusstsein rechtswirksam.[58]

- Zwangslage gemäß Sure 16:106:

„Diejenigen, die an Gott nicht glauben, nachdem sie gläubig waren – außer wenn einer (äußerlich zum Unglauben) gezwungen wird, während sein Herz (endgültig) im Glauben Ruhe gefunden hat – nein, diejenigen die (frei und ungezwungen) dem Unglauben in sich Raum geben, über die kommt Gottes Zorn, und sie haben (dereinst) eine gewaltige Strafe zu erwarten.“
Gemäß diesem Koranvers ist bei einem erzwungenen Abfall vom Glauben keine Strafe vorgesehen. Schutzbefohlene dürfen nicht zum Islam gezwungen werden. Falls sie unter Zwang Muslime geworden sind, gelten sie bei Rückkehr in ihre eigene Religion nicht als Apostaten. Diejenigen jedoch, die zur Annahme des Islam gezwungen werden können, z. B. ein Apostat, aber auch ein Nichtmuslim, der im Dar al-harb vertraglich nicht geschützt ist (ḥarbī), gelten beim Abfallen von der ihnen aufgezwungenen Religion als Apostaten.

### Arten der Apostasie
Das islamische Recht zählt, auch in seinem zeitgenössischen Verständnis, vier Arten der Apostasie – im Folgenden nach dem islamischen Begriff „Ridda“ genannt – auf:
1. Ridda in Glaubensfragen;
2. Ridda durch Aussagen;
- die Leugnung von Gottes Attributen; Gott andere Wesen (wie Gottessohn) zuschreiben;
- den Koran oder Teile davon leugnen;
- Mohammed der Lüge bezichtigen;
- Verbotenes (haram: wie „Unzucht“, Alkoholgenuss oder ähnliches) für erlaubt (halal) erklären;
- Gotteslästerung, sei es aus Überzeugung, aus Spaß oder durch Verspottung; denn im Koran steht:

„Und wenn du sie fragst (und wegen ihrer spöttischen Bemerkungen zur Rechenschaft ziehst), sagen sie: ‚Wir haben nur geplaudert und gescherzt (w. gespielt).‘ Sag: Wie konntet ihr euch über Gott und seine Zeichen (oder: Verse) und seinen Gesandten lustig machen? Ihr braucht keine Entschuldigungen vorzubringen. Ihr seid ungläubig geworden, nachdem ihr gläubig waret…“

- Die Verspottung, Schmähung oder Beleidigung des Propheten (sabb). Es herrscht Übereinstimmung unter den Gelehrten aller Rechtsschulen darüber, dass die Schmähung Mohammeds, seiner Abstammung, die Leugnung seiner Sendung als Prophet Ridda ist. Denn in einem solchen Fall liegt Religionswechsel vor und konnte somit genauso bestraft werden wie jeder Apostat: so die Hanafiten und Hanbaliten. Der Lehre der Schafiiten nach ist dieses Vergehen mehr als nur Ridda: derjenige, der den Propheten verspottet, beleidigt oder verleugnet, ist zum einen ein kafir, zum anderen ein Lästerer des Propheten. Sie ist mit der Blasphemie vergleichbar.

3. Ridda durch Taten
- Die Missachtung des Korans dadurch, dass man ihn oder Teile davon wegwirft, gilt als Missachtung von Gottes Wort; damit gilt der Tatbestand der Ridda als erfüllt.
- Die Verehrung von Götzenbildern, der Sonne oder des Mondes ist „Unglaube“ (kufr) und damit Ridda desjenigen Muslims, der sie praktiziert.

4. Ridda durch Unterlassung
- Die Unterlassung des Gebets aus Überzeugung gilt als Ridda, denn sie wird mit Unglaube (kufr) gleichgesetzt. Den Prophetenspruch „mir ist untersagt worden, denjenigen zu töten, der das Gebet verrichtet“, der in den kanonischen Traditionssammlungen mehrfach dokumentiert ist, versteht man in der Rechtslehre wie folgt: „der Sinn des Hadithes ist, daß diejenigen, die das Gebet nicht verrichten, getötet werden können, denn das Gebet ist einer der Grundpfeiler des Islam“.
- Die Unterlassung des Gebets oder anderer Pflichten aus Faulheit, ohne Leugnung oder Geringschätzung ihrer Pflichtmäßigkeit, wird nach überlieferten Aussagen vieler Prophetengefährten in der Lehre der Malikiten, Hanbaliten und Schafiiten ebenfalls als Ridda geahndet. Nach den Hanafiten ist eine solche Person ein Frevler/Sünder; er wird im Zuge der Aufforderung zu Reue (Istitāba) so lange eingesperrt, bis er die vorgeschriebenen fünf Gebete wieder verrichtet bzw. den anderen religiösen Pflichten nachkommt. Einschüchterung, Schläge und Androhung der Hinrichtung sind in diesem Fall zulässig. Bei seiner weiteren Weigerung kann ein solcher Apostat nach der Lehre aller Rechtsschulen mit dem Tode bestraft werden.

Die dargestellten vier Arten der Apostasie gelten nicht etwa nur als Indizien für den Abfall vom Glauben, auch nicht als bloße Vermutungen, sondern erfüllen in der islamischen Jurisprudenz jeweils für sich allein den vollendeten Tatbestand der Apostasie. „Denn woran man fest glaubt, bringt man durch Aussage oder Handlung oder Unterlassung zum Ausdruck.“
Die Bestrafung des Apostaten obliegt dem Herrscher oder seinem Vertreter; tötet ihn aber ein anderer Muslim, so wird dieser dafür lediglich getadelt (ta'zir), da er durch seine Tat die dem Herrscher vorbehaltenen Rechte, die Todesstrafe zu verhängen, ignoriert hatte. Gemäß asch-Schāfiʿī unterliegt der Täter in diesem Fall jedoch weder der Wiedervergeltung noch hat er für seine Tat Blutgeld zu zahlen.

## Rechtslage in der Gegenwart

Länder, deren Rechtsordnung dem islamischen Recht folgend die Todesstrafe für Apostasie vorsieht

Selbst in Fällen, in denen der Abfall vom Islam keine strafrechtlichen Konsequenzen hat, drohen in einigen islamischen Ländern zivilrechtliche Folgen, die dort mit dem klassischen islamischen Recht begründet werden. Strafen können sein:
- die Ehe zwischen dem Apostaten und dem muslimischen Ehepartner wird aufgelöst (z. B. Nasr Hamid Abu Zaid),
- die gemeinsamen Kinder bleiben Muslime und sind vom muslimischen Elternteil zu erziehen,
- erbrechtliche Ansprüche eines Apostaten/einer Apostatin sind islamrechtlich erloschen,
- das Vermögen des Apostaten wird vom Staat eingezogen.

Im Jemen und Iran sowie in Saudi-Arabien, Katar, Pakistan, Afghanistan, Somalia und in Mauretanien (StGB aus dem Jahre 1984, Art. 306) kann Abfall vom Islam noch heute mit dem Tode bestraft werden, und es werden vereinzelt auch Hinrichtungen durchgeführt, so etwa im Jahre 2000 bei einem somalischen Staatsbürger. Daneben können Atheisten in Malaysia, Nigeria, den Vereinigten Arabischen Emiraten und auf den Malediven zum Tode verurteilt werden.

### Afghanistan
In Afghanistan ist der Islam die Staatsreligion. 2006 drohte in Afghanistan Abdul Rahman wegen Konversion zum Christentum die Todesstrafe, bis das Verfahren – laut offiziellen Angaben wegen Verfahrensmängeln – vor der Prozesseröffnung eingestellt wurde. Er wurde für geisteskrank erklärt und bekam von Silvio Berlusconi in Italien Asyl.

### Ägypten
Die Rechtsprechung zur Apostasie in Ägypten ist widersprüchlich. Im Jahre 2005 wurde ein Mann, der zum Christentum übertrat, zwangsweise in die psychiatrische Anstalt eingewiesen und später auch von der Polizei gefoltert.
Ägypten ist ansonsten ein Land, das die Tötung von Apostaten nicht vorsieht und einen von religiösen Fanatikern an ihnen begangenen Mord streng verfolgt, wie das Schicksal des Schriftstellers Faradsch Fauda zeigt, dessen Mörder hingerichtet wurden. Dahingegen erklärte der Gelehrte Mohammed Al-Ghazali die Tötung von Apostaten anlässlich der Ermordung von Faradsch Fauda zur Pflicht des einzelnen Muslims, falls staatliche Stellen dem nicht nachkämen. Freilich wurden die Mörder Faudas gemäß Strafgesetzbuch der Arabischen Republik Ägypten dennoch hingerichtet.
In einem nicht verwirklichten Verfassungsentwurf für Ägypten aus dem Jahr 1978 proklamierten Gelehrte der Al-Azhar-Universität die Erhebung der Apostasie, entgegen traditioneller Rechtsauffassung, zur hadd-Strafe. Damit wäre dem Richter und politischen Stellen jede Intervention bezüglich eines Todesurteils versagt gewesen (siehe Textdokument unten).
Außerdem benutzte die Muslimbruderschaft in Ägypten den Apostasiebegriff, um Gegner ihrer politischen Forderungen einzuschüchtern.
Der Großmufti von Ägypten, Ali Gomaa, hatte am 21. Juli 2007 in einem Interview mit der „Washington Post“ die weltliche Bestrafung von ehemals dem Islam zugehörenden Konvertiten abgelehnt, da die Bestrafung im Jenseits erfolge. Diese Position relativierte er am 25. Juli 2007 in der arabischen Presse, indem er die weltliche Bestrafung für Apostasie für rechtens erklärte.
In einem Interview mit der Tageszeitung Egypt Today bestätigte der ägyptische Minister für religiöse Angelegenheiten, Mahmoud Zakzouk, die Legalität der Todesstrafe für ehemals islamische Konvertiten, die ihren Glaubenswechsel öffentlich bekanntmachen. Dies sei eine Gefahr für die öffentliche Ordnung und mit Hochverrat gleichzusetzen. Ähnlich äußerte sich 1996 der damalige Groß-Scheich der Al-Azhar-Universität, Muhammad Sayyid Tantawi, in einer WDR-Doku:

„Nicht jeder, der vom Islam abfällt, muss nach islamischem Recht getötet werden. Er muss erst dann mit dem Tode bestraft werden, wenn er dem Islam Schaden zufügt. Aber wenn du ein Muslim bist und ein Christ wirst, dann gehe in Frieden - Hauptsache, du bist übergetreten. Du bist frei, zum Christentum oder zum Judentum überzugehen. Aber du sollst dann hinterher nicht daherkommen und sagen, Mohammed, unser Prophet, sei ein Lügner! Dann müssen wir dich töten, weil du Lügen verbreitest... Das Wichtige ist, dass, wenn du den Islam verlässt, du mit deinem Wissen dem Islam keinen Schaden zufügst!“

Der frühere Staatspräsident Mohammed Mursi (2012–2013) erläuterte in einem Pressegespräch seine Ansicht zum Thema: „Niemand darf gezwungen werden, an eine bestimmte Religion zu glauben. […] Solange der Apostat seinen Glaubenswechsel für sich behält, anstatt durch öffentliches Kundtun zur Gefahr für die Gesellschaft zu werden, sollte er nach islamischem Recht nicht bestraft werden. […] Wer aber seine Abtrünnigkeit öffentlich macht und andere auffordert, sich ihm anzuschließen, wird zur Gefahr für die Gesellschaft […]. [Dann] greifen das Gesetz und die Scharia ein.“
Der Fall Mohammed Hegazy
Der Journalist Hegazy, der 1998 vom Islam zur christlichen koptischen Kirche konvertierte, beantragte im August 2007 in Ägypten wegen seines Kindes offiziell die Eintragung seines Glaubens in den Personalausweis.
Der Staatsanwalt des Kairoer Staatssicherheitsamtes, Mohammed al-Faisal, verhaftete daraufhin seine Anwälte, die Menschenrechtler Adel Fawzy Faltas und Peter Ezzat.
Dieser Fall führte zu heftigen Auseinandersetzungen hoher islamischer Rechtsgelehrter (der ʿUlamā').
In einem Fernsehinterview am 25. August 2007 mit Hegazy forderte der islamische Würdenträger Scheich Youssef al-Badri die Todesstrafe für Hegazy. Diese Ansicht teilte die ehemalige Dekanin der Al-Azhar-Universität, Souad Saleh. In der Zeitung al-Quds al-arabi erklärte sie, diesbezügliche Fatwas des Großmuftis von Ägypten, Ali Gomaa, die eine weltliche Bestrafung von ehemals dem Islam zugehörenden Konvertiten ausschließen, seien wertlos. Das öffentliche Bekenntnis zur Konversion von Hegazy, mit dem er den Islam verspottet und verleugnet habe, müsse im Diesseits mit dem Tod bestraft werden.

### Urteil des Fatwa-Ausschusses der Azhar über die Tötung von Apostaten

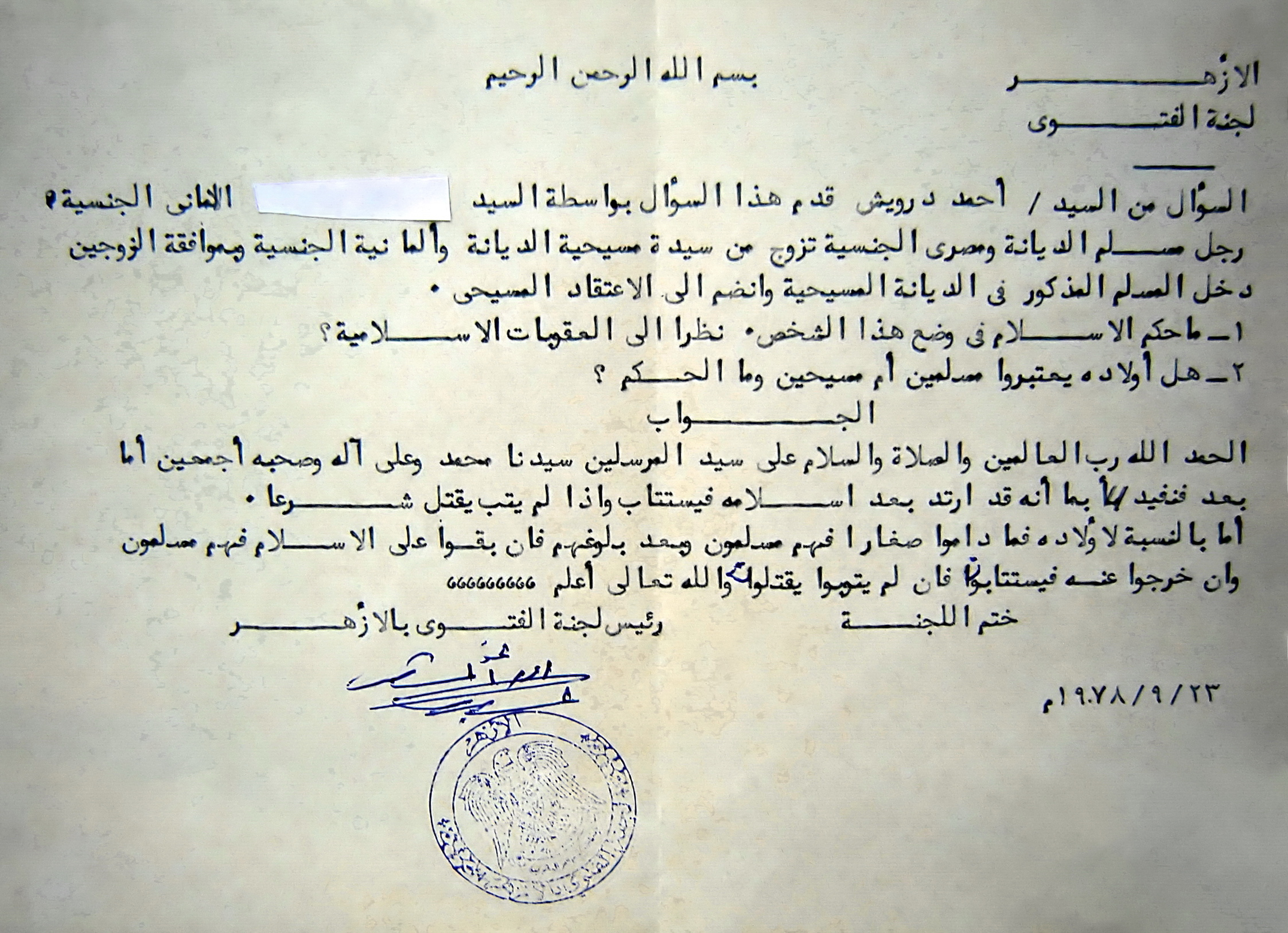
Rechtsgutachten

Ein Rechtsgutachten (fatwa) des Fatwa-Ausschusses der Azhar, der renommiertesten Institution des sunnitischen Islam, über die Tötung von Apostaten aus dem Jahr 1978. Übersetzung des Originaldokumentes aus dem Arabischen:

„al-Azhar. Fatwa-Ausschuss.
Im Namen des barmherzigen und gnädigen Gottes.

Frage des Herrn Ahmad Derwisch; er hat diese Frage durch Herrn (Name nicht sichtbar), deutscher Staatsangehörigkeit, vorgelegt:

Ein Mann muslimischen Glaubens und ägyptischer Staatsangehörigkeit heiratete eine Frau christlichen Glaubens und deutscher Staatsangehörigkeit. In Übereinstimmung der Eheleute trat der genannte Muslim in die christliche Religion ein und schloss sich dem christlichen Glauben an.

1. Was ist das Urteil des Islams über den Status dieser Person mit Hinblick auf die islamischen Strafen?

2. Werden seine Kinder als Muslime oder als Christen angesehen? Was ist das Urteil?“

Die Antwort:

„Alles Lob gebührt Gott, dem Herrn der Welten. Segen und Friede sei mit dem Siegel der Propheten, unserem Herrn Muhammad, seiner Familie und allen seinen Gefährten.

Hiermit erteilen wir Auskunft: Da er vom Islam abgefallen ist, wird er zur Reue aufgefordert. Zeigt er keine Reue, wird er islamrechtlich getötet.

Was seine Kinder betrifft, so sind sie minderjährige Muslime. Nach ihrer Volljährigkeit, wenn sie im Islam verbleiben, sind sie Muslime. Verlassen sie den Islam, werden sie zur Reue aufgefordert. Zeigen sie keine Reue, werden sie getötet.

Und Gott der Allerhöchste weiß es am besten.

(unleserliche Unterschrift):

Der Vorsitzende des Fatwa-Ausschusses in der Azhar.

Datum: 23. September 1978

Siegel mit Staatswappen: Die Arabische Republik Ägypten. Al-Azhar. Der Fatwa-Ausschuss in der Azhar.“

### Indonesien
Da es sich bei Indonesien nicht um einen islamischen Staat handelt, sondern um einen religiösen Staat, der sich auf die übergreifenden Prinzipien der Pancasila beruft, kann Apostasie strafrechtlich nicht verfolgt werden. Doch auch hier wird die Frage nach Religionsfreiheit kontrovers diskutiert. Die Anti-Apostasie-Allianz-Bewegung auf Java positioniert sich eindeutig gegen die Freiheit des Religionswechsels. Auch der Rat der Religionsgelehrten Indonesiens (Majelis Ulema Indonesia) hat im Jahr 2008 mehrere Fatwas veröffentlicht, die sich gegen religiösen Pluralismus wendeten.

### Irak
Im Irak wird die Apostasie Berichten zufolge als unnatürlich aufgefasst. Die Anwendung des Gesetzes ermögliche Spielraum für unterschiedliche Auslegungen. Das Strafgesetzbuch führe die Apostasie nicht als Straftatbestand an, sie werde aber aus Sicht der islamischen Gesetze als strafbar eingestuft und könne daher theoretisch eine Strafverfolgung nach sich ziehen. In Fällen, in denen das Gesetz nicht explizit das Erlaubte und das Verbotene definiere, könne sich ein Richter auf islamisches Recht stützen. Zivilgesetze würden die Konversion vom Islam zu einer anderen Religion verbieten. Nach einer öffentlichen Konversion sei Ausgrenzung oder auch Gewalt durch die Gemeinschaft, den Stamm oder die Familie des Betreffenden sowie durch islamistische bewaffnete Gruppen zu erwarten.

### Iran
Muslime im Iran, die zu einer anderen Religion konvertieren, gelten als der Apostasie schuldig und werden mit lebenslanger Haft, selten auch mit dem Tode bestraft. Frauen werden eher mit lebenslanger Haft bestraft. Konvertiten, aber auch Christen insgesamt, werden wegen „Verbrechen gegen die nationale Sicherheit“ angeklagt, gegen hohe Kautionen freigelassen und dann dazu gedrängt, das Land unter Zurücklassung ihres Eigentums zu verlassen.
Im Zusammenhang mit dem Vorwurf der Apostasie und Blasphemie verurteilte der damalige iranische Staatschef Khomeini den britisch-indischen Schriftsteller Salman Rushdie mittels einer Fatwa am 14. Februar 1989 zum Tode und rief alle Muslime dazu auf, die Strafe zu vollstrecken. Ferner wurde ein Kopfgeld von drei Millionen US-Dollar ausgesetzt.
Der Iraner Hossein Soodmand konvertierte 1964 zum Christentum. Er wurde Pastor und Evangelist in einer evangelikalen christlichen Kirche. Außerdem unterhielt er eine christliche Buchhandlung. Ihm wurden der Abfall vom Islam und seine Bemühungen, andere Muslime zum Christentum zu bekehren, vorgeworfen. Am 3. Dezember 1990 wurde Hossein Soodmand in Maschhad hingerichtet.
Mehdi Dibaj wurde im Iran wegen seines Übertritts zum Christentum 1983 zum Tode verurteilt. Nach elf Jahren Haft wurde er 1994 freigelassen und kurz nach seiner Freilassung entführt und ermordet.
Im Jahre 2002 wurde der Hochschullehrer Haschem Aghadscheri im Iran wegen Apostasie zum Tode verurteilt, weil er gesagt hatte, die Muslime sollten islamischen Geistlichen nicht „wie Affen“ folgen. Diese Strafe wurde im Mai 2004 vom Obersten Gerichtshof bestätigt. Wenige Monate später wurde die Strafe in fünf Jahre Haft umgewandelt, von denen zwei zur Bewährung ausgesetzt wurden. Die bürgerlichen Rechte wurden ihm für ebenfalls fünf Jahre entzogen.

### Libyen
In Libyen war in der Dschamahirija der sogenannte islamische und arabische Sozialismus die Staatsordnung. Der Islam hat in Libyen den Rang einer Staatsreligion. Ein Abfall vom Islam wurde in Libyen mit dem sofortigen Verlust der Staatsbürgerschaft bestraft.

### Malaysia
Erst mit der schrittweisen Staatsgründung Malaysias nach der britischen Kolonialzeit ergaben sich ethische und religiöse Konfliktfelder, die ihre Ursache in der unterschiedlichen Herkunft der Bewohner und ihrer Religionen haben. Insbesondere die Spannungen zwischen den in Malaya lebenden Indern und den im 14. und 15. Jahrhundert islamisierten Malaien selbst sind durch die 1962 gegebene Verfassung des Landes gefördert worden. Paragraph 160 (2) legt fest, dass als Malaie nur derjenige gilt, der dem Islam angehört, die malaiische Sprache spricht und nach den malaiischen Sitten lebt. Der Islam wird als Staatsreligion gesehen, zu der jeder Malaie von Geburt an gehört. Die Akzeptanz anderer Religionen im Land wird durch § 11 geregelt, da dort die Religionsfreiheit festgelegt ist, welche sich – in Zusammenhang mit § 160 (2) – jedoch nur auf Nicht-Malaien bezieht und nicht für die staatlich definierten Malaien gilt. Denn laut Verfassung hört ein Malaie auf, Malaie zu sein, wenn er zu einer anderen Religion konvertiert. Eine Gleichstellung der Muslime und Nichtmuslime findet nicht statt.
Seit dem Beginn der 1980er-Jahre versuchten islamische Organisationen durchzusetzen, den Islam zur alleinigen „Lebensweise“ aller Bewohner Malaysias zu machen. Dies fördern der Verfassung entgegenlaufende Gesetze, die es ausschließlich islamischen Organisationen möglich machen, Nichtmuslime zu missionieren, während alle anderen Religionen des Landes von dieser Möglichkeit ausgegrenzt werden. Als Antwort auf diesen wachsenden Druck schlossen sich Buddhisten, Christen, Hindus und Sikhs 1983 in einer gemeinsamen Organisation zusammen. Die Forderungen der islamischen Organisationen wurden letztendlich von der Regierung aufgenommen. 2001 bezeichnete der für antijüdische Äußerungen bekannte Mahathir bin Mohamad, damals Premierminister, Malaysia als „islamischen Staat“. Eine solche Definition Malaysias läuft der rechtsgültigen Verfassung jedoch ebenfalls entgegen. 2007 regierten in zwei Bundesstaaten bereits islamische Kleriker. In diesen und mehreren anderen Bundesstaaten wurde damals schon die Ablehnung bzw. der Abfall vom Islam geahndet. Von staatlicher Seite wird die Scharia seit geraumer Zeit stark gefördert und durch die Gründung von Scharia-Gremien in den unterschiedlichsten Lebensbereichen angewandt. Ein Abfall vom Islam ist nach neueren Urteilen nicht mehr möglich, da Scharia-Gerichte den Übertritt absegnen müssten. Die Scharia-Gerichte tun dies jedoch nicht, da nach der Scharia ein Abfall vom Islam nicht geduldet werden kann. Auch vor diesen Urteilen war ein Austritt aus der islamischen Glaubensgemeinschaft nur unter erheblichen Schwierigkeiten möglich und erforderte viel Zeit und Geduld. Dazu war ein Borang Keluar Islam (Formular zum Austritt aus dem Islam) auszufüllen und über einen längeren Zeitraum der Beweis anzutreten, wirklich nicht mehr zum Islam zurückkehren zu wollen (allgemein etwa zwei Jahre). Hierzu fanden regelmäßig Gespräche mit einem Imam statt. Die Verfassung Malaysias verbriefte damals zwar die Religionsfreiheit, de facto ist aber der Weg, den Islam zu verlassen, verbaut.

### Marokko
Die Apostasie ist in den Gesetzen Marokkos nicht als Straftatbestand angeführt. Von religiöser Seite hat der Oberste Rat der Religionsgelehrten von Marokko den Abfall vom Islam neu ausgelegt: Die Apostasie sei im kriegerischen Kontext früherer Zeit als politischer Verrat zu interpretieren; der Abfall vom Islam hingegen werde zwar im Jenseits bestraft, nicht aber im diesseitigen Leben.

### Pakistan
Zwar hat der in Pakistan sehr einflussreiche Gelehrte Sayyid Abul Ala Maududi schon 1942/43 in einer Schrift die konsequente Anwendung des klassischen islamischen Rechts in Form der Hinrichtung von Apostaten gefordert, doch ist in diesem Land Apostasie bisher nicht strafbar. Apostaten können nur nach den Regeln von Pakistans Blasphemie-Gesetz verfolgt werden, wenn sie den Koran entweihen oder abfällige Bemerkungen über den islamischen Propheten Mohammed machen. Im Jahr 2007 war die Einführung eines Gesetzes geplant, das die Todesstrafe für männliche Apostaten und lebenslange Haft für weibliche vorsieht, wobei zwei muslimische Zeugen für eine Verurteilung ausreichen sollten, doch ist der Gesetzesentwurf nicht angenommen worden.

### Sudan
Seit 2020 ist Apostasie im Sudan nicht mehr strafbar.
Am 18. Januar 1985 wurde der Gelehrte Mahmud Muhammad Taha offiziell wegen „erwiesener Apostasie“ hingerichtet.
Im Mai 2014 wurde der Fall der hochschwangeren Maryam Yahya Ibrahim Ishaq bekannt. Die 27 Jahre alte Ärztin hatte einen muslimischen Vater, war aber als Christin erzogen worden. Da sie sich weigerte, ihrem christlichen Glauben abzuschwören, wurde sie zum Tode verurteilt. Zusätzlich wurde sie wegen „Hurerei“ zu 100 Peitschenhieben verurteilt, da ihre Ehe mit einem christlichen Südsudanesen nach islamischem Recht ungültig sei.

## Soziale Auswirkungen und Kritik
Auch in Europa müssen Apostaten vom Islam mit Morddrohungen rechnen. Menschen, die sich in der islamischen Welt tatsächlich oder vermeintlich vom Islam abwenden, müssen mit sozialer Ächtung, Verlust des Arbeitsplatzes, Drohungen und Übergriffen durch Dritte rechnen. Es sind Fälle bekannt, in denen Apostaten ermordet wurden. Der der Bestrafung der Apostasie inhärente Widerspruch zur Allgemeinen Erklärung der Menschenrechte – darunter der Religionsfreiheit – ist Gegenstand regelmäßiger öffentlicher Kritik vonseiten unter anderem des internationalen Hilfswerks Open Doors.

## Abweichende Meinungen

### Modifizierte Meinungen
Im Zuge des islamischen Modernismus modifizierten manche Gelehrte die traditionelle Rechtsmeinung zum Glaubensabfall. Muhammad Abduh, Raschīd Ridā und Mahmūd Schaltūt differenzierten zwischen individuellem Abfall vom Glauben und einem Apostaten, der aktiv die Gemeinschaft bekämpfe, oder versuche vom Glauben abzubringen. Letzterer sei mit dem Tod zu bestrafen, während ersterer straffrei ausgehen sollte. Die gleiche Ansicht findet sich auch bei der türkischen Religionsbehörde Diyanet İşleri Başkanlığı und in den Schriften von Yusuf al-Qaradawi; dieser betont zudem, dass die Verfolgung der Apostasie nur durch staatliche Stellen und nicht durch private Aktionen erfolgen solle. Der Gelehrte Mohammad Salim al-Awwa zog eine apologetische Parallele zwischen der westlichen Hochverratsgesetzgebung in Kriegszeiten und den Gesetzen zur Apostasie. Trotzdem betonte er, dass ein rein privater und damit nicht bestrafbarer Glaubensabfall nur in den seltensten Fällen von Apostasie gegeben sein könne.
Mahmud Schaltut (1888–1963), früherer Dekan der Azhar-Universität, wendete gegen die Bestrafung von Apostaten mit dem Tode ein, dass „viele Rechtsgelehrte meinen, daß solche Strafen durch die Überlieferungen, die von einzelnen Gewährsmännern tradiert werden, nicht bestätigt werden können und daß der Unglaube allein kein Grund ist, das Blut (des Ungläubigen) freizugeben,“ ferner, dass dies nur dann gestattet sei, wenn „die Bekämpfung der Gläubigen, der Angriff gegen sie und der Versuch, sie von ihrem Glauben abzubringen“ vorliegt.

### Ablehnende Positionen
Der Zentralrat der Muslime in Deutschland hat sich mehrfach von Drohungen und Bestrafungen für Apostaten distanziert. Im Zusammenhang mit dem befürchteten Todesurteil für den Konvertiten Abdul Rahman in Afghanistan nahm er wie folgt Stellung:

„Keine Todesstrafe für afghanischen Konvertiten
Der Zentralrat der Muslime in Deutschland (ZMD) bedauert zwar zutiefst jeden Fall eines Abfalls vom Islam – wir akzeptieren aber auch das Recht, die Religion zu wechseln. Der Koran untersagt jeden Zwang in Angelegenheiten des Glaubens.
Außerdem bietet das islamische Recht einen breiten Spielraum für andere Lösungen in derartigen Fällen.
In diesem Sinne bittet der ZMD die afghanische Justiz, von einer Bestrafung des zum Christentum übergetretenen Abdur-Rahman abzusehen.“

Im Paragraph 11 der Islamischen Charta formuliert der Zentralrat der Muslime im gleichen Sinne:

„Muslime bejahen die vom Grundgesetz garantierte gewaltenteilige, rechtsstaatliche und demokratische Grundordnung
Ob deutsche Staatsbürger oder nicht, bejahen die im Zentralrat vertretenen Muslime daher die vom Grundgesetz garantierte gewaltenteilige, rechtsstaatliche und demokratische Grundordnung der Bundesrepublik Deutschland, einschließlich des Parteienpluralismus, des aktiven und passiven Wahlrechts der Frau sowie der Religionsfreiheit. Daher akzeptieren sie auch das Recht, die Religion zu wechseln, eine andere oder gar keine Religion zu haben. Der Koran untersagt jede Gewaltausübung und jeden Zwang in Angelegenheiten des Glaubens.“

Dabei liegt dieser Auffassung unter anderem die Überzeugung zu Grunde, dass das islamische Recht Muslime in der Diaspora verpflichte, sich dem Recht des jeweiligen Landes anzupassen, solange sie ihren religiösen Hauptpflichten nachkommen könnten.
Es ist hervorzuheben, dass die vom Zentralrat der Muslime e. V. in Deutschland vertretene und in seiner Islamischen Charta manifestierte Position über die Religionsfreiheit schari’a-rechtlich keine Relevanz hat und mit Hinblick auf die Beurteilungen der Apostasie in muslimischen Ländern in der Gegenwart somit rechtsunerheblich ist.
Das Deutsche Islamforum (Zentralrat der Muslime in Deutschland, DITIB etc.) lehnte 2006 in einer Grundsatzerklärung jedwede Bestrafung von Apostaten ab.
Die pakistanischen Gelehrten Javed Ahmad Ghamidi und Khalid Zaheer lehnen die Todesstrafe für Apostasie vollkommen ab. Ghamidi begründet seine Ansicht dadurch, dass das traditionelle Rechtsdenken den Koran und die Sunna in diesem Fall außerhalb ihres Kontextes interpretieren würden. Beide argumentieren, die Todesstrafe sei nur zur Wirkungszeit Muhammads selbst gerechtfertigt gewesen. Auch einflussreiche muslimische Persönlichkeiten wie Tariq Ramadan lehnen jedwede Bestrafung ab.
Der 2016 verstorbene türkische islamische Theologe Yaşar Nuri Öztürk hielt es für den größten Irrtum, der in der islamischen Rechtslehre begangen worden sei, die Todesstrafe für Apostaten zum religiösen Dogma zu erheben. Er wies darauf hin, dass der Koran keine Strafe im Diesseits für den Abfall vom Glauben enthält, sondern nur die Strafe im Jenseits androht. Auch die Bewertung der Apostasie als Akt des Hochverrats lehnte Öztürk ab. Der Apostasievorwurf sei in jüngster Zeit zum Kampfbegriff eines politisierten und ideologisierten Islam geworden. Dies bezeichnete Öztürk als „islamische Inquisition“.